# Dolf Kamp
mr. Adolf Frederik (Dolf) Kamp (Roosendaal, 19 april 1905 – Bergen, 1 juni 1987) was een Nederlands burgemeester, dijkgraaf en schrijver.

## Biografie
Kamp studeerde rechten aan de universiteit in Leiden. Hij heeft vervolgens enkele bestuurlijke functies gehad. Zo was hij secretaris van de Directie Wieringermeer en was hij van 1935 tot 1942 burgemeester van Texel. In 1937 opende hij het vliegveld op Texel. Hij moest in januari 1942 plaatsmaken voor de NSB-burgemeester Rijk de Vries. Verder was Kamp dijkgraaf van het Hoogheemraadschap Noordhollands Noorderkwartier.
Als schrijver heeft hij enkele boeken uitgebracht, waaronder Zuiderzeeland; verleden en toekomst van de Zuiderzee (1937).